# The Magic Christian
The Magic Christian é um filme de comédia britânico de 1969, dirigido por Joseph McGrath. Estrelado por Peter Sellers e Ringo Starr, o filme conta com aparições de vários atores proeminentes como John Cleese, Graham Chapman, Raquel Welch, Spike Milligan, Christopher Lee, Richard Attenborough e o diretor Roman Polanski. O roteiro é livremente baseado no romance satírico homônimo de 1959 do autor norte-americano Terry Southern.

## Enredo
Sir Guy Grand, um bilionário excêntrico, junto com seu herdeiro recém-adotado e ex-sem-teto Youngman Grand, inicia elaboradas "pegadinhas" com as pessoas. Um grande gastador, Grand não se importa em entregar grandes somas de dinheiros a várias pessoas, subornando-as para que cumpram os caprichos dele, ou chocando-as com os que elas tem de mais precioso. Suas peripécias são descritas como ensinamentos do pai para o filho adotivo que diz que "todos tem um preço"—só dependendo de quanto esteja preparado para pagar. Ele começa com "pegadinhas" menores, como subornar um ator shakespeariano (Laurence Harvey) a se despir durante a apresentação no palco do famoso monólogo de Hamlet, e convence a um guarda de trânsito (Spike Milligan) a pegar de volta uma multa e comê-la (encantado com o valor da propina, ele come até o plástico de cobertura da notificação) e evolui até elaboradas mistificações que envolvem a nata da alta sociedade e grandes audiências. Como os diálogos revelam, Grand vê seus esquemas como 'educacionais' ("Bem, você sabe, Youngman, algumas vezes não é suficiente ensinar apenas. Tem que haver punição também").
Num leilão de arte na Sotheby's, é orgulhosamente declarado pelo diretor Dugdale (John Cleese) que um  retrato original de Rembrandt pode alcançar 10.000 libras mas Grand oferece 30.000 libras (445.300, em dinheiro atualizado). Ele exclama:"Trinta mil libras? Porcaria! Eu imploro seu perdão, Eu imploro seu perdão!" e faz a venda. Em seguida, na frente do profundamente chocado Dugdale, Grand recorta a parte do nariz da pintura. Num restaurante sofisticado ele realiza uma performance de gula selvagem, assustando a requintada clientela. Na tradicional corrida de canoagem entre remadores de Cambridge e Oxford, Grand suborna o capitão  (Richard Attenborough) do time de Oxford (com Graham Chapman aparecendo como um dos remadores) e faz com que ele propositadamente se choque com a canoa rival, causando uma vitória gritantemente injusta. Em outro evento tradicional, a caçada ao faisão, o bilionário usa bateria anti-aérea para abater as aves.
Guy e Youngman posteriormente compram bilhetes para um luxuoso cruzeiro a bordo do navio The Magic Christian, cujos passageiros são a nata da alta sociedade. Convidados a bordo incluem os casais John Lennon e Yoko Ono, e Jacqueline Kennedy e Aristoteles Onassis (todos interpretados por sósias). No começo da viagem as coisas aparentam normalidade. Em pouco tempo, porém, tudo começa a dar errado. Um bebedor solitário (Roman Polanski) é abordado no bar por um cantor travesti (Yul Brynner), um vampiro (Christopher Lee) se disfarçou de garçom, e um filme do cinema do navio mostra um fracassado transplante de cabeças envolvendo uma pessoa negra e uma pessoa branca. Os passageiros ficam sabendo através de imagens do circuito fechado de TV que o capitão (Wilfrid Hyde-White) se embriaga constantemente e é atacado por terroristas e gorilas. Numa crescente de pânico, os convidados tentam abandonar o navio. Um grupo deles, por sugestão de Youngman Grand, tenta fugir através da casa de máquinas. Ali, a Sacerdotisa da Chibata (Raquel Welch), acompanhada de dois percussionistas que tocam tambores, comanda escravas remadoras seminuas. Os passageiros finalmente encontram uma saída, e os cavalheiros e damas pisoteando entre si avistam a luz do dia e percebem que o barco na verdade era uma estrutura construída num armazém, e nunca deixaram Londres. Ao correrem para fora, um enorme cartaz que diz 'ESMAGUE O CAPITALISMO" pode ser avistado na parede do prédio. Durante toda a desventura, os Grands assistem a tudo perfeitamente compostos e frios.
Próximo ao final, Guy enche um grande tanque com urina, sangue e excremento animal e depois joga centenas de notas de dinheiro. Atraindo uma multidão com cartazes que anunciam "Dinheiro grátis!", Grand consegue fazer com que muitas pessoas entrem no tanque para pegar as notas e, inclusive, alguns até submergem no fétido composto. A canção "Something in the Air" de Thunderclap Newman, é ouvida durante a cena.
O filme encerra com Guy e Youngman retornando ao parque onde se conheceram, subornando um guarda para lhes deixar dormirem no gramado.

## Elenco
- Peter Sellers...Sir Guy Grand KG, KC, CBE
- Ringo Starr...Youngman Grand, Esq.
- Isabel Jeans...Dama Agnes Grand
- Caroline Blakiston...Hon. Esther Grand
- Spike Milligan...Guarda de trânsito #27
- Richard Attenborough...capitão da equipe de Oxford
- Leonard Frey...Laurence Faggot (psiquiatra do navio)
- John Cleese...Senhor Dugdale (diretor da Sotheby's)
- Patrick Cargill...Leiloeiro da Sotheby's
- Joan Benham...Socialite na Sotheby's
- Ferdy Mayne...Edouard (no restaurante Chez Edouard)
- Graham Stark...Garçom no Chez Edouard
- Laurence Harvey...Hamlet
- Dennis Price...Winthrop
- Wilfrid Hyde-White...Capt. Reginald K. Klaus
- Christopher Lee...vampiro no navio
- Roman Polanski...bebedor solitário
- Raquel Welch...Sacerdotisa da Chibata
- Victor Maddern...vendedor de hot dog
- Terence Alexander...Major
- Peter Bayliss...Pompous Toff
- Clive Dunn...Sommelier
- Fred Emney...Fitzgibbon
- David Hutcheson...Lorde Barry
- Hattie Jacques...Ginger Horton
- Edward Underdown...Príncipe Henry
- Jeremy Lloyd...Lorde Hampton
- Peter Myers...Lorde Kilgallon
- Roland Culver...Sir Herbert
- Michael Trubshawe...Sir Lionel
- David Lodge...guia do navio
- Peter Graves...Lorde no bar do navio (não creditado)
- Robert Raglan...Maltravers
- Frank Thornton...Inspetor de polícia (não creditado)
- Michael Aspel...comentarista de TV (não creditado)
- Michael Barratt...comentarista de TV (não creditado)
- Harry Carpenter...comentarista de TV (não creditado)
- John Snagge...comentarista de TV (não creditado)
- Alan Whicker...comentarista de TV (não creditado)
- Graham Chapman...remador de Oxford (não creditado)
- James Laurenson...remador de Oxford (não creditado)
- Yul Brynner...Travesti cantor (não creditado)
- John Le Mesurier...Sir John (não creditado)
- Guy Middleton...Duque de Mantisbriar (não creditado)
- Nosher Powell...Ike Jones (não creditado)
- Rita Webb...Mulher no parque (não creditado)
- Jimmy Clitheroe...passageiro no navio (não creditado)
- Sean Barry-Weske...sósia de John Lennon (não creditado)
- Kimberley Chung...sósia de Yoko Ono (não creditada)
- George Cooper...Segundo do boxeador (não creditado)
- Rosemarie Hillcrest...Escrava remadora Galley Slave (não creditado)
- Edward Sinclair...Atendente do Estacionamento (não creditado)

## Recepção
A maioria dos principais críticos deu resenhas negativas para o filme, especialmente pelo exagerado humor negro. Darrel Baxton, em sua resenha no Splitting Image, refere-se ao filme como 'da escola Bunueliana da sub-sátira selvagem'.
Christopher Null do filmcritic.com afirma que 'tudo é muito exagerado para se fazer qualquer declaração mais aprofundada'.

## Curiosidade
Pela dedicação à atuação no filme, Ringo Starr temporariamente deixou as atividades musicais com os Beatles, o que fez com que Paul McCartney assumisse a bateria.

## Cultura popular
- O episódio de The Simpsons com o título "Homer vs. Dignity" (2000) segue o enrendo do filme.
- O escritor Grant Morrison creditou a The Magic Christian a inspiração para a série Batman Incorporated.[4]